# أحذية النيل الأبيض
أحذية النيل الأبيض (الاسم العلمي: Balaenicipitidae)، هي فصيلة صغيرة من الطيور تتبع رتبة البجعيات. تحتوي على جنس واحد ما زال موجوداً حتى الآن.

## أجناس
- حذاء النيل الأبيض